# Небески-Войковиц, Рене
Рене Небески-Войковиц (нем. René Nebesky-Wojkowitz; 29 июня 1923, Вельке Гоштице, Опава — 9 июля 1959, Вена) — австрийский и чешский тибетолог и этнолог.

## Биография
Обучался и преподавал в Венском университете, также учился в Италии у знаменитого тибетолога и историка буддизма Джузеппе Туччи (1894—1984). В течение многих лет Рене Марио Небески-Войковиц путешествовал в гималайском регионе.
Он опубликовал ряд крупных основополагающих работ по тибетской народной религии и культу гор. В 1958 году он стал научным сотрудником Этнологического музея в Вене, где хранится значительная коллекция его тибетских артефактов и рукописей.

## Основной научный труд
Завершив исследовательское путешествие в Гималаях в 1953 году, через два года Нэбески-Войковиц издал свой основной труд — монографию «Оракулы и демоны Тибета: культ и иконография тибетских охранительных божеств» на немецком и английском языках. Особенности политической истории Тибета, связанные с китайским вторжением, делают исследования Небески-Войковица уникальными.
В тексте работы обращает на себя внимание скрупулёзный подход автора к мельчайшим деталям исследуемых традиций. Около четверти от всего текста монографии Небески-Войковица составляют транслитерации с тибетского и санскрита, что делает его труд предназначенным, прежде всего, для тибетологов. В то же время нельзя не подчеркнуть большого религиоведческого наследия в сфере исследований тибетского культа дхармапал, тибетских оракулов, разрушительной магии, деталей облика священнослужителей и т. д. Поэтому, помимо этнографа и тибетолога, есть основания считать Рене де Небески-Войковица выдающимся религиоведом поствоенной эпохи.